# Ferrières-sur-Ariège
Ferrières-sur-Ariège é uma comuna francesa na região administrativa de Occitânia, no departamento de Ariège.